# セックス・エデュケーション
『セックス・エデュケーション』（SEX EDUCATION)は、2019年からNetflixで配信されているイギリスのコメディドラマであり、「セックス（性行為）」をメインテーマにしたNetflixオリジナルドラマ。
2019年1月11日に配信が開始されたが、多数の視聴者数と高評価を獲得したため、開始から4週間後の2019年2月5日に第2シーズンの制作を発表し、2020年1月17日に配信された。2020年2月11日に第3シーズン制作が発表され、2021年に配信された。2023年9月に配信の第4シーズンで完結する。

## あらすじ
性そのもの（性愛）に対して奥手にもかかわらず、セックス・セラピストの母を持つオーティス・ミルバーンは、セックス経験がない高校生。母親譲りの性的な知識を武器に、高校で「セックス・クリニック」を開く。

## 登場人物

### 主要人物
オーティス・ミルバーン
演 - エイサ・バターフィールド
主人公。有名なセックスセラピストの母を持つが、本人は性に関して奥手気味。
エリック・エフィング
演 - チュティ・ガトゥ
オーティスの親友でゲイ。
メイブ・ワイリー
演 - エマ・マッキー
男癖の悪い女子。生活費を稼ぐため、オーティスに同級生相手にセックスセラピーをしないかと持ちかける。
ジーン・ミルバーン
演 - ジリアン・アンダーソン
オーティスの母で有名なセックスセラピスト。レミとの離婚後は女手1つでオーティスを育てている。

### キャスト一覧
| 役名                         | 俳優                                   | 日本語吹替                             |
| ---------------------------- | -------------------------------------- | -------------------------------------- |
| オーティス・ミルバーン       | エイサ・バターフィールド               | バトリ勝悟                             |
| エリック・エフィング         | チュティ・ガトゥ                       | 水中雅章                               |
| メイブ・ワイリー             | エマ・マッキー                         | 櫻庭有紗                               |
| ジーン・ミルバーン           | ジリアン・アンダーソン                 | 山像かおり                             |
| アダム                       | コナー・スウィンデルズ                 | 渡部俊樹                               |
| エイミー                     | エイミー・ルー・ウッド                 | 依田菜津                               |
| アイザック (メイヴの隣人)    | ジョージ・ロビンソン                   | 大泊貴揮                               |
| ジャクソン（生徒会長）       | ケダー・ウィリアムス＝スターリング     | 奥村翔                                 |
| マイケル・グロフ校長         | アリスター・ペトリ                     | 中村浩太郎→ 丸山壮史                   |
| リリー（クラリネット奏者）   | ターニャ・レイノルズ                   | 浜崎奈々                               |
| ヤコブ                       | ミカエル・パーシュブラント             | さかき孝輔                             |
| オーラ（ヤコブの娘）         | パトリシア・アリソン                   | 西川舞                                 |
| ルビー                       | ミミ・キーン                           | 弘松芹香                               |
| アンワル                     | シャニール・クラー                     | 佐々木義人                             |
| コナー                       | コナー・クラーク・マグラス             | 烏田裕志                               |
| ヘンドリックス（理科の先生） | ジム・ハウィック                       | 烏田裕志                               |
| エリックの母                 | ドリーン・ブラックストック             | 弘松芹香                               |
| サンズ（英語の先生）         | ラキー・タクラー                       | 三重野帆貴                             |
| ソフィア（ジャクソンの義母） | ハンナ・ワディンガム                   | 三重野帆貴                             |
| モーリーン（アダムの母）     | サマンサ・スパイロ                     | 三重野帆貴                             |
| ショーン（メイヴの兄）       | エドワード・ブルーメル                 | 福西勝也                               |
| ラヒーム（イケメン転校生）   | サミ・アウタルバリ                     | 福西勝也                               |
| レミ                         | ジェームズ・ピュアフォイ               | 佐々木義人                             |
| 第3シーズン                  |                                        |                                        |
| ホープ新校長                 | ジェマイマ・カーク                     | 清水理沙                               |
| キャル                       | デュア・サレー                         | 野首南帆子                             |
| ジェフリー                   | ジョー・ウィルキンソン                 | 烏田裕志                               |
| ピーター                     | ジェイソン・アイザックス               | 福西勝也                               |
| 第4シーズン                  |                                        |                                        |
| オー                         | ザディア・グラハム                     | 種﨑敦美                               |
| アビー                       | アンソニー・レシャ                     | 志田有彩                               |
| ローマン                     | フェリックス・ムフティ                 | 伊藤雄貴                               |
| イシャ                       | アレクサンドラ・ジェームス             | 百冨芽衣                               |
| ボー                         | リタ・エラゾアール                     | 斉藤優希                               |
| グロリア                     | アンナ・フランコリーニ                 | 阿部彬名                               |
| モロイ                       | ダン・レヴィ                           | 美斉津恵友                             |
| エレン                       | マリー・ルーサー                       | 新藤みなみ                             |
| ジェム                       | ベラ・マクリーン                       | 島田愛野                               |
| アデダヨ                     | シャク・ベンジャミン                   | 矢野奨吾                               |
| 日本語版スタッフ             |                                        |                                        |
| 演出                         | 横田知加子                             | 横田知加子                             |
| 翻訳                         | 石井美紀子、村上美智子、スターミー亜耶 | 石井美紀子、村上美智子、スターミー亜耶 |
| スタジオ                     |                                        |                                        |

## 各話リスト
| シーズン | シーズン | 話数 | 話数 | 放送期間      | 放送期間      |
| -------- | -------- | ---- | ---- | ------------- | ------------- |
|          | 1        | 8    | 8    | 2019年1月11日 | 2019年1月11日 |
|          | 2        | 8    | 8    | 2020年1月17日 | 2020年1月17日 |

### 第1シーズン（2019年）
| No. | # | タイトル    | 監督           | 脚本                                  | 配信開始日    |
| --- | - | ----------- | -------------- | ------------------------------------- | ------------- |
| 1 | 1 | "Episode 1" | ベン・テイラー | ローリー・ナン                        | 2019年1月11日 |
| 母親・ジーンがセックス・セラピストで、イギリスのシックススフォーム、二年制高校の学生のオーティスは、マスターベーションができない悩みと戦っていた。同性愛者であると公言している親友のエリックは、オーティスを除いてクラスの誰もが、夏の間セックスをしたことを彼に打ち明ける。校長の息子でいじめっ子のアダムは、彼女であるアイミーとのセックスでオーガズムに達することができなかった。アイミーは同級生のメイブに相談した。授業でアダムとオーティスがパートナー同士になり、やがてアダムがオーティスの家にやってくると、隠していた性に関する道具をすべて見つけてしまう。翌日、アダムはクラスのみんなに話してしまい、オーティスは急いでクラスを飛び出してしまった。隣に座っていたメイブは彼を追いかける。その後、近くの建物から落ち着かない声を聞き駆けつけたところ、バイアグラ3錠を飲み落ち着かないアダムを見つけてしまう。オーティスはアドバイスを行ったが、翌日アダムがカフェテリアで自分の陰部を露出した。アダムはアイミーとのセックスでオーガズムに達するようになったが、アイミーは露出狂と噂されるようになったアダムが彼氏であることを恥じて、アダムと別れる。メイブはオーティスに、学校でセックス・クリニックを運営することを提案した。 |   |             |                |                                       |               |
| 2 | 2 | "Episode 2" | ベン・テイラー | ローリー・ナン                        | 2019年1月11日 |
| エイミーはハウスパーティーを主催した。オーティスとメイブはそのパーティーで無料のアドバイスを行うことでクライアントを見つけようとした。エリックは女の子にフェラチオの正しいやり方を教えようとバナナで練習するが、一人の女の子が咽頭反射で嘔吐してしまい、釣られてエリックも嘔吐してしまう。オーティスはセックスしようとしてケガをしたカップルとバスルームでカウンセリングを行った。招待されなかったアダムは、壁によじ登ってパーティーに侵入したが、エイミーが他の人と話しているのを見て、新しい男の頭をアイミーの祖母の灰が入った花瓶で殴り壊してしまう。ジーンはオーティスが恋愛や恋人作りから遠ざかっていることを心配する。妊娠していることがわかったメイブは、現実逃避するかのようにジャクソンとセックスをしたが、ジャクソンはより進展した関係を望んでいた。妊娠したことに落胆したメイブは、オーティスにセックス・クリニックを中止しようと提案したが、翌日学校で数人の学生がオーティスのアドバイスを望み、そのことをメイブに伝えると、クリニックをやることを再び決めた。 |   |             |                |                                       |               |
| 3 | 3 | "Episode 3" | ベン・テイラー | ソフィー・グッドハート                | 2019年1月11日 |
| オーティスはメイブとの性的な夢を見て夢精し、家族から隠そうとしたが失敗する。中絶医院に行ったメイブは医院の方針で迎えに来るよう要求される。彼女はオーティスに頼み、彼はデートだと思い身なりを整える。エリックはスウィング・バンドに選ばれ、クラリネット奏者であるリリーは追いつくのを手伝った。リリーは訪れたエリックの家でセックスしようと試るが、エリックが同性愛者であると打ち明けられると、化粧品で遊んで同性愛者のポルノを見てしまい、やがてエリックの父親に見つかってしまう。オーティスは中絶医院に行くも早く行き過ぎたために追い出されてしまう。医院の外で抗議するプロライフカップルにアドバイスを行う。英語の先生であるミス・サンズは、メイブが論文の盗用に協力していると注意され、自分の才能をもっと自分のために使うように助言する。ジャクソンは水泳大会で勝つが、メイブが来ていないことに落胆する。中絶術後のメイブを迎えにいったオーティスは、お花とサンドイッチを差し出し、メイブの家まで歩いていった。そしてメイブとオーティスは家の前で抱擁を交わした。 |   |             |                |                                       |               |
| 4 | 4 | "Episode 4" | ベン・テイラー | Laura Neal & ローリー・ナン           | 2019年1月11日 |
| 5 | 5 | "Episode 5" | Kate Herron    | ソフィー・グッドハート & Laura Hunter | 2019年1月11日 |
| 6 | 6 | "Episode 6" | Kate Herron    | ローリー・ナン & Freddy Syborn        | 2019年1月11日 |
| 7 | 7 | "Episode 7" | Kate Herron    | ソフィー・グッドハート                | 2019年1月11日 |
| 8 | 8 | "Episode 8" | Kate Herron    | ローリー・ナン                        | 2019年1月11日 |

### 第2シーズン（2020年）
| 通算 話数 | シリーズ 話数 | タイトル    | 監督                   | 脚本                           | 公開日        |
| --------- | ------------- | ----------- | ---------------------- | ------------------------------ | ------------- |
| 9         | 1             | "Episode 1" | ベン・テイラー         | ローリー・ナン                 | 2020年1月17日 |
| 10        | 2             | "Episode 2" | ソフィー・グッドハート | ローリー・ナン & Mawaan Rizwan | 2020年1月17日 |
| 11        | 3             | "Episode 3" | ソフィー・グッドハート | ソフィー・グッドハート         | 2020年1月17日 |
| 12        | 4             | "Episode 4" | Alice Seabright        | ローリー・ナン & Rosie Jones   | 2020年1月17日 |
| 13        | 5             | "Episode 5" | Alice Seabright        | ローリー・ナン & Richard Gadd  | 2020年1月17日 |
| 14        | 6             | "Episode 6" | ベン・テイラー         | ソフィー・グッドハート         | 2020年1月17日 |
| 15        | 7             | "Episode 7" | ベン・テイラー         | ローリー・ナン                 | 2020年1月17日 |
| 16        | 8             | "Episode 8" | ベン・テイラー         | ローリー・ナン                 | 2020年1月17日 |

## 制作

### 開発
2017年11月28日、Netflixが制作会社にシリーズを発注した。このシリーズは、ローリー・ナンによって書かれ、ベン・テイラーの監督で制作された。エグゼクティブ・プロデューサーは制作会社イレブン・フィルムズを通じ、ジェイミー・キャンベル・バウアー・ジョエル・ウィルソンが務めた。
2018年12月4日、シリーズが2019年1月11日に配信されると発表された。その後、Netflixは2019年2月5日に第2シーズンの制作を発表した。そして2020年1月17日配信開始。そして4週間後の2月11日にシーズン3の製作を発表した。

### 配役
2018年5月17日、ジリアン・アンダーソン、エイサ・バターフィールド、ンクーティ・ガトワ、コナー・スウィンデルズ、ケダル・ウィリアムズ・スターリングがシリーズのメイン・キャストとして起用されることが発表された。

### 撮影
撮影は、イングランドとウェールズにまたがるワイ川を中心にロケが行われ、スランドゴ、ティンターン、モンマスシャーでも撮影が行われた。
高校のシーンは、ウェールズ地方のカーリアンにあるサウルウェールズ大学の旧キャンパスで撮影が行われた。

## 配信
2019年1月2日、オフィシャル・トレイラーが配信開始となった。

## 反応

### 評価
批評家から高評価を受けた。アメリカ合衆国の評論サイト「Rotten Tomatoes」ではユーザーの91%が高評価で、平均レートは8.39（最大10）となった。評価としては「描画されたシーンはティーンエイジャーの性教育に思慮深く表現されている」とし、「大人は1つや2つ、学ばざるを得ない」とも評価されている。加重平均評価をするメタクリティックは16人の批評家の評価によって81点（満点100）のスコアを割り当て、「普遍的な称賛」と評価した。
肯定的な評価として、インディワイアのリズ・シャノン・ミラーは、「友情と関係性が揺らぐ子どもを題材にしたストーリーだが、『セックス・エデュケーション』は性教育をうまく描き、ある程度現実的な逃避感を持った高校生の世界を完全に描いている」とコメントし、「A-」の等級を与えた。デーリー・ミラーのルイス・ナイトは、5つ星中5つ星の高評価を与えた。「若い人とその両親の才能あふれる協調性と性的関心に取り組み」に注目し、「陽気で正直で爽快に多様なコメディである」と評価した。ニューヨーク・タイムズのジェームス・ポニーウジクは、「タイムリーだが、卑劣な話題ではなく、フェミニストに対する不安の取り除きによって爽快だ」と説明。「注目される“セックス”は問題ではなく、むしろ健康のための一つの側面である」とコメントしている。
ワシントン・ポストのハンク・ストゥーバ―は、複合的な評価で「Netflixは第1話や第2話の途中で、脚本家とプロデューサーが結末を考えている間、描画を戸惑い転々とする普遍的な問題があるが、正真正銘の身体を見せる巧妙さ、それに私たちの陰部はちょうどいいサイズや形、独創的な使い方などないというメッセージもある」と書いている。
否定的なレビューでは、インデペンデントのエド・パワーは5つ星中2つ星の評価を与えた。
黒人ゲイのエリック・エフィロンを演じたンクーティ・ガトワは「同性愛者と親友というストイックなキャラクターを見事に演じている」と評論家から高い称賛を受けている。

### 視聴者
2019年1月17日、Netflixは配信開始から1ヶ月以内もの間で4,000万人以上のペースで視聴者にストリーミング配信されていることを発表した。

## 漫画
2022年7月15日より本作のコミカライズが「ComicWalker」（KADOKAWA）の「COMIC BRIDGE」ブランドにて連載されている。漫画はたらちねジョンが担当。